# بنجامين كروز
بنجامين كروز (بالإنجليزية: Benjamin Cruz)‏ هو قاضي وسياسي أمريكي، ولد في 3 مارس 1951 في غوام في الولايات المتحدة. حزبياً، نشط في الحزب الديمقراطي. وقد انتخب عضو الهيئة التشريعية في غوام ‏.

## وصلات خارجية
- الموقع الرسمي